# Rosalie von Rauch

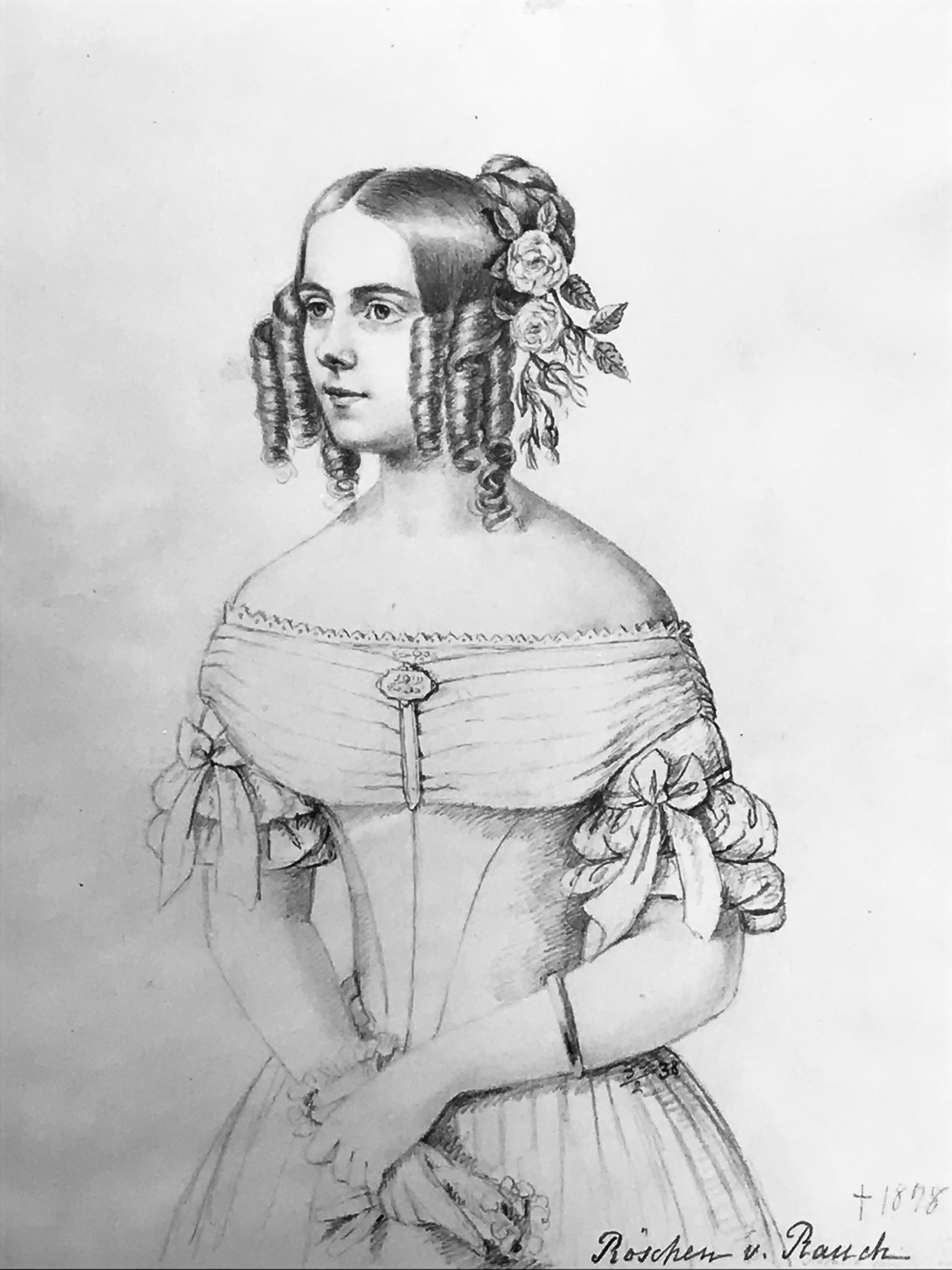
Rosalie von Rauch, Gräfin von Hohenau – Bleistiftzeichnung auf Papier von Ottilie von Graefe, 1838

Rosalie Wilhelmine Johanna von Rauch (* 29. August 1820 in Berlin; † 5. März 1879 im Schloss Albrechtsberg bei Dresden) war seit 1853 als Gräfin von Hohenau die zweite, morganatische Ehefrau von Prinz Albrecht von Preußen (1809–1872), dem jüngsten Bruder von König Friedrich Wilhelm IV. von Preußen, Kaiser Wilhelm I. und Zarin Alexandra Fjodorowna. Sie war zuvor Hofdame von Prinz Albrechts erster Ehefrau Marianne Prinzessin von Preußen.

## Leben
Rosalie entstammte der preußischen Adelsfamilie Rauch und war eine Tochter des preußischen Kriegsministers und Generals der Infanterie Gustav von Rauch (1774–1841) aus dessen zweiter Ehe mit Rosalie von Holtzendorff. Ihre Brüder waren der Hofmarschall Adolf von Rauch (1805–1877), der General der Kavallerie Gustav Waldemar von Rauch (1819–1890), der Oberstallmeister der deutschen Kaiser und preußischen Könige Fedor von Rauch und der General der Infanterie Albert von Rauch (1829–1901).
Sie wurde Hofdame von Marianne Prinzessin von Preußen (1810–1883), einer geborenen Prinzessin von Oranien-Nassau, die seit 1830 mit Prinz Albrecht von Preußen verheiratet war.
1845 begannen Albrecht von Preußen und Rosalie von Rauch ein außereheliches Liebesverhältnis, was die Trennung von Marianne und Albrecht zur Folge hatte. Als Marianne 1848 eine Liebesbeziehung mit Johannes van Rossum einging und 1849 einen Sohn von ihm bekam, stimmten der preußische und der niederländische Hof schließlich der von Marianne und Albrecht lange erwünschten Scheidung zu.
Schon wegen seines Wunsches nach Scheidung von Prinzessin Marianne war Albrecht von Preußen mit König Friedrich Wilhelm IV., seinem ältesten Bruder, in heftigen Widerspruch geraten. Ebenfalls vehement lehnte der preußische König eine nicht-standesgemäße eheliche Verbindung zwischen Prinz Albrecht und Rosalie von Rauch ab. Auch seine Ehefrau, Königin Elisabeth von Preußen, sowie die Schwester des Königs, Großherzogin Alexandrine von Mecklenburg-Schwerin, teilten diese Haltung, ebenso sein älterer Bruder, der Prinz Carl von Preußen. Doch letztlich kam es, vor allem durch Fürsprache einer weiteren einflussreichen Schwester des preußischen Königs und Prinz Albrechts, der Zarin Alexandra Fjodorowna von Russland, zur Eheschließung.
Bereits am 28. Mai 1853 war Rosalie von Herzog Georg II. von Sachsen-Meiningen (1826–1914), dem Ehemann von Albrechts ältester Tochter Charlotte (1831–1855), zur Gräfin von Hohenau erhoben worden. Ihr neuer Familienname wirkte wie eine Anspielung auf den Namen Hohenzollern.
Nach strengen Vorgaben des preußischen Königs hatte die Trauung ohne öffentliches Aufsehen außerhalb Preußens im Herzogtum Sachsen-Meiningen zu erfolgen. Sie fand im kleinsten Kreis am 13. Juni 1853, einem werktäglichen Montag, in der Dorfkirche von Schweina statt, wo die sachsen-meiningenschen Herzöge mit Burg Altenstein ihre Sommerresidenz unterhielten. Zeitungen war jegliche Berichterstattung über die Hochzeit untersagt.
König Friedrich Wilhelm IV. erklärte die frisch vermählte Rosalie Gräfin von Hohenau zur persona non grata und verwehrte ihr den Zutritt zu den preußisch regierten Ländern. Ihr Ehemann Prinz Albrecht hatte seinen neuen Hausstand außerhalb Preußens zu gründen. Er ließ deshalb in der Nähe von Dresden – im heutigen Stadtteil Loschwitz – Schloss Albrechtsberg als für das Mitglied eines königlichen Hauses standesgemäße Residenz errichten. Der preußische Gesandte in Dresden, Heinrich Alexander Graf von Redern (1804–1888), hatte die Anweisung, Rosalie am Hof in Dresden zu ignorieren, weshalb sie dort nie erschien. Albrecht und Rosalie lebten auf Schloss Albrechtsberg und wurden Eltern zweier Söhne. Beide Söhne waren von der Zugehörigkeit zum preußischen Königshaus ausgeschlossen und hatten als Grafen von Hohenau den Namen ihrer Mutter zu tragen.

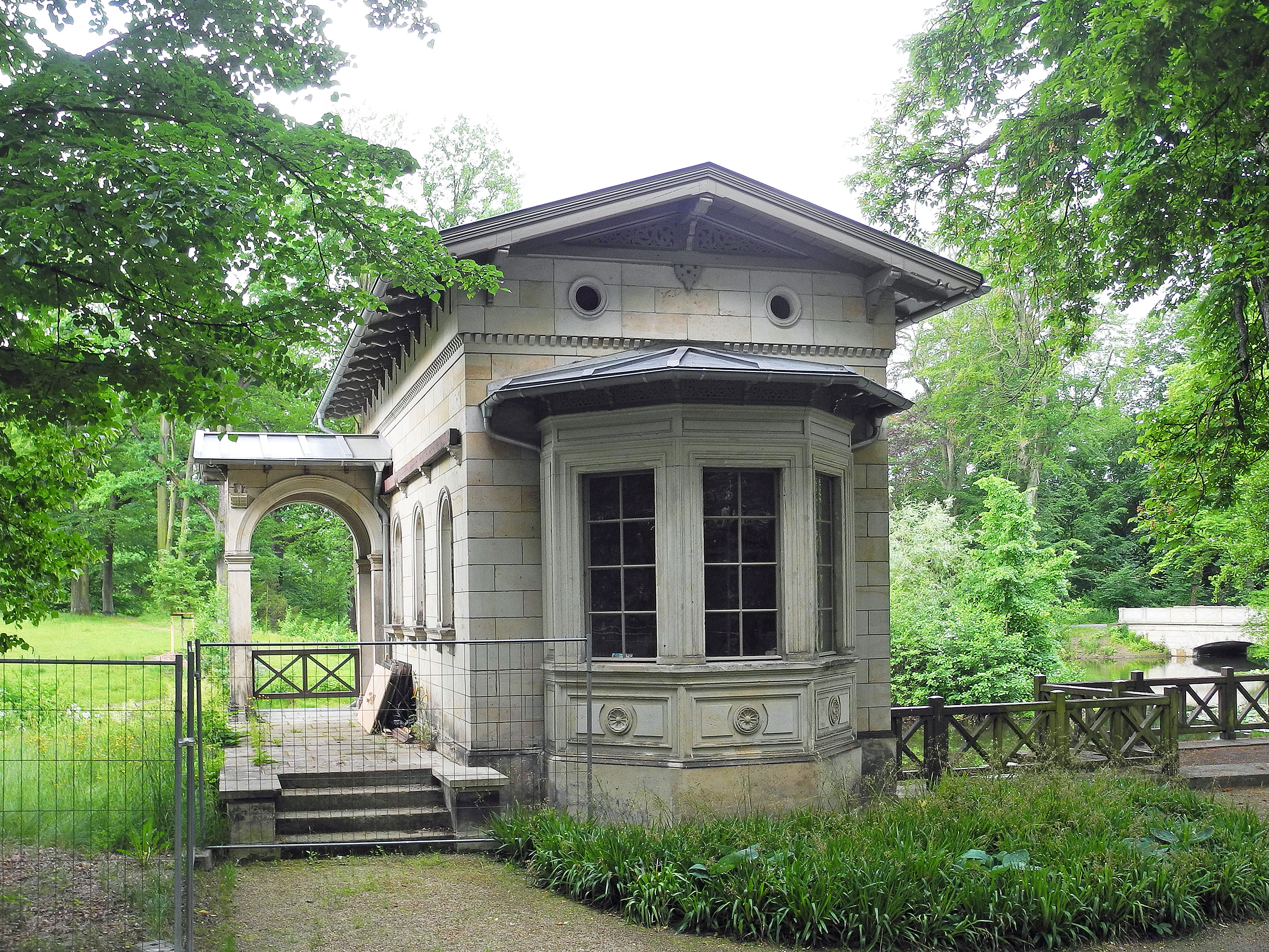
Mausoleum im Park von Schloss Albrechtsberg für Rosalie von Rauch (von 1879 bis 1950)

Nach der Regierungsübernahme von Albrechts zweitältestem Bruder Wilhelm I. entspannten sich die familiären Verhältnisse. König Wilhelm besuchte das Paar auf Schloss Albrechtsberg, und Rosalie Gräfin von Hohenau wurde als seine Schwägerin vorgestellt. In der Folgezeit empfingen Prinz Albrecht und seine zweite Ehefrau Rosalie das preußische Königspaar Wilhelm und Augusta auch in Berlin.
Schloss Albrechtsberg blieb nach dem Tod ihres Mannes 1872 weiterhin Wohnsitz von Rosalie. Nach ihrem Tod 1879 wurde das Badehaus im Park zum Mausoleum umgebaut und Rosalie dort – wie später auch ihre beiden Söhne und ein Enkel – bestattet. Mit Öffnung des Parks für die Öffentlichkeit wurden 1950 die sterblichen Überreste der Gräfin Hohenau und ihrer Nachkommen in eine Gruft auf dem Dresdner Waldfriedhof Weißer Hirsch umgebettet. Das Hohenausche Familiengrab wurde 1968 aufgelöst.
Prinz Albrecht wurde 1872 auf Wunsch Rosalies im königlichen Mausoleum von Schloss Charlottenburg bei seinen Eltern, König Friedrich Wilhelm III. und der Königin Luise, beigesetzt.

## Nachkommen
Aus ihrer Ehe hatte Rosalie zwei Söhne:
- Wilhelm Graf von Hohenau (1854–1930), preußischer Generalleutnant und diensttuender Generaladjutant im militärischen Gefolge Kaiser Wilhelms II.

⚭ 1. 1878 Freiin Laura Saurma von und zu der Jeltsch (1857–1884), Tochter des Reichstagsabgeordneten und Gutsbesitzers Arthur Graf von Saurma von und zur Jeltsch und seiner Ehefrau Laura geb. Gräfin Henckel Freiin von Donnersmarck
⚭ 2. 1887 Prinzessin Margarethe zu Hohenlohe-Öhringen (1865–1940), Tochter des Vizepräsidenten des Deutschen Reichstags, Generals der Infanterie, Präsidenten des Union-Klubs und Montanindustriellen Hugo Fürst zu Hohenlohe-Öhringen und seiner Ehefrau Pauline geb. Prinzessin zu Fürstenberg
- Friedrich Graf von Hohenau (1857–1914), preußischer Major a. D., Legationssekretär an der preußischen Gesandtschaft im Königreich Sachsen in Dresden

⚭ 1881 Charlotte von der Decken (1863–1933), Tochter des mecklenburgisch-schlesischen Gutsbesitzers Julius von der Decken und dessen Ehefrau Hedwig, geborene von Kleist (aus dem gräflichen Haus Zützen).
Zu ihren Enkeln zählten u. a. als Söhne Friedrich Graf von Hohenaus:
- Wilhelm Graf von Hohenau (Willi) (1884–1957), Spring- und Rennreiter sowie Polospieler, Gewinner der Bronzemedaille im Mannschafts-Springreiten bei den Olympischen Sommerspielen in Stockholm 1912, Major d.R.

- Friedrich Karl Graf von Hohenau (1895–1929), preußischer Leutnant a. D., Deutscher Meister im Fünferbob 1921[7], Springreiter, an den Folgen eines schweren Reitunfalls verstorben[8]

- Friedrich Franz Graf von Hohenau (1896–1918), gefallen als preußischer Leutnant und Fliegeroffizier in der Jagdstaffel 11 unter Manfred von Richthofen[9]

## Archivalie
- Geheimes Staatsarchiv Preußischer Kulturbesitz (Berlin) – Brandenburg-Preußische Hausarchiv: Personalrepositur zu Prinz Albrecht von Preußen (BPH, Rep. 60 I) – vor allem auch Akten zu seinem Scheidungsprozess und den beiden Ehen mit der Prinzessin Marianne und der Gräfin Hohenau sowie sein Testament[10]